# Калимуллин, Рустам Галиуллович
Руста́м Галиу́ллович, Калиму́ллин (род. 2 января 1958, Сабинский район, Татарская АССР) — российский политический деятель, агроном. Депутат Государственной думы Федерального собрания Российской Федерации VIII созыва. Член комитета Государственной Думы по физической культуре и спорту. Из-за вторжения России на Украину, находится под международными санкциями Евросоюза, США, Великобритании и ряда других стран.

## Биография
Родился 2 января 1958 года в деревне Казаклар Сабинского района Республики Татарстан.
В 1974 г. — киномеханик Тюлячинского сельского Дома культуры.
В 1982 году окончил Казанский сельскохозяйственный институт по специальности «ученый-агроном».
С 1983 по 1984 гг. — служба в рядах Советской Армии.
С 1984 по 1992 гг. — заместитель председателя колхоза «Авангард», директор хозрасчетного торгового предприятия, председатель правления райпо Сабинского района.
С 1992 по 1999 гг. — глава администрации Тюлячинского района.
С 1999 по 2002 гг. — председатель правления Татреспотребсоюза.
С 2000 по 2004 гг. — депутат Государственного совета РТ второго созыва.
С 2002 по 2006 гг. — глава администрации Мамадышского района РТ.
В 2006 г. — глава муниципального образования «Мамадышский муниципальный район».
В 2010 г. — и. о. руководителя исполкома Высокогорского района РТ, первый заместитель руководителя исполкома, руководитель исполнительного комитета Высокогорского района.
С октября 2010 по сентябрь 2021 года — глава муниципального образования «Высокогорский муниципальный район» РТ.
Кандидат сельскохозяйственных наук.
В сентябре 2021 года получил мандат депутата Государственной Думы VIII созыва от партии Единая Россия.

## Награды
- Медаль ордена «За заслуги перед Отечеством» I степени (2016 г.)[5].
- Орден «За заслуги перед Республикой Татарстан» (2018 г.).
- Заслуженный работник сельского хозяйства Республики Татарстан.